# التمركز الصوتي
التمركز الصوتي، يتمحور المفهوم حول الاعتقاد بأن الأصوات والكلام يتفوقان بطبيعتهما على اللغة المكتوبة أو أكثر أساسية منها. أولئك الذين يتبنون وجهات النظر الصوتية يؤكدون أن اللغة المنطوقة هي الطريقة الأصلية والأكثر أساسية للتواصل في حين أن الكتابة هي مجرد طريقة مشتقة لالتقاط الكلام. يعتقد الكثير أيضًا أن اللغة المنطوقة هي بطبيعتها أكثر ثراءً وبديهية من اللغة المكتوبة. تؤثر هذه الآراء أيضًا على تصورات لغات الإشارة - خاصة في الولايات المتحدة. الشفوية هي الاعتقاد بأن الطلاب الصم يجب أن يستخدموا الأصوات وقراءة الكلام واللغة الإنجليزية في المقام الأول بدلاً من الإشارات في تعليمهم. يعتبر ألكسندر جراهام بيل من أشد المؤيدين للتعبير الشفهي للصم - يتم رفض مثل هذه الآراء المتعلقة بالتمركز الصوتي من قبل مجتمع الصم. يشار إلى مركزية الصوت في سياق الصمم على أنه نوع من التمييز ضد السمع.
جادل بعض الكتاب بأن فلاسفة مثل أفلاطون وجان جاك روسو وفرديناند دي سوسور قد روجوا لآراء داعمة لمفهوم التمركز الصَوْتي. ويزعم المؤرخ والتر أونج، الذي أعرب أيضًا عن دعمه لفكرة المركزية الصوتية، أن الثقافة السائدة في الولايات المتحدة الأمريكية لا تتسم بسمات التمركز الصَوْتي بشكلٍ خاص.
استخدم بعض الفلاسفة واللغويين، ولا سيما الفيلسوف جاك دريدا، مصطلح «التمركز الصوتي» لانتقاد ما يرون أنه ازدراء للغة المكتوبة. وجادل دريدا بأن مركزية الصوت قد تطورت لأن فورية الكلام قد تم اعتبارها أقرب إلى وجودية الموضوعات مقارنةً بالكتابة. كان دريدا يعتقد أن التعارض الثنائي بين الكلام والكتابة هو شكل من أشكال مركزية اللوغوس.

## المؤيدين للتمركز الصَوْتي
جادل الفيلسوف جون سيرل بأن أفلاطون أعرب عن بعض الشكوك حول قيمة الكتابة بالنسبة للكلام. يعتقد الخطيب والفيلسوف والتر أونج أيضًا أن أفلاطون كان مع فكرة التمركز الصوتي. يجادل والتر أونج بأن أفلاطون كان لديه تفضيل واضح لـ «الشفوية على الكتابة». ومع ذلك، فقد أشار إلى أن إيمان أفلاطون بمركزية الصوت كان مصطنعاً ودافع عنه نصيًا، وبالتالي فهو متناقض.
كان روسو أيضًا يحمل آراء تم وصفها منذ ذلك الحين بأنها مركزية صوتية. ناقش روسو هذا الموضوع في مقال عن أصل اللغات، حيث يعتقد أن الكلام كان شكلاً طبيعيًا للتواصل أكثر من الكتابة، التي اعتبرها اشتقاقًا طفيليًا وغير صحي للكلام.
عبّر اللغوي ليونارد بلومفيلد أيضًا عن اعتقاده بأن اللغات المنطوقة هي الشكل الأساسي للغة، وأنه يجب اعتبار اللغات المكتوبة مشتقة منها. وقال إن «الكتابة ليست لغة، ولكنها مجرد طريقة لتسجيل اللغة».
يعتقد سوسير أن الكلام يجب أن يعامل باعتباره الموضوع الأساسي في علم اللغة، حيث كان يعتقد أن الكتابة قد حظيت باهتمام كبير في مجال اللغويات. ويرى سوسير في كتاب Course in General Linguistics بأن «اللغة والكتابة نظامان متميزان للإشارات»، وأن كلا النظامين يؤثران على بعضهما البعض، لكن الكتابة يمكن أن تحجب اللغة. وقد جادل سوسير بأن الكتابة تخفي كيفية تشكل النطق بسبب تأثيرها على النطق. وقد قام سوسير بالتمييز بين اللغات الصوتية واللغات مثل الصينية التي يمثل فيها حرف واحد كلمة، حيث يعتقد سوسير أن اللغات الصوتية فقط هي التي تسبب مشاكل لعلماء اللغة.
جادل أونج بأن المجتمع الأمريكي يعارض بشكل خاص المركزية الصوتية، وأن أحد أسباب ذلك هو حقيقة أن الوثائق المكتوبة، مثل دستور الولايات المتحدة، يشكل جزءًا أساسيًا من الهوية القومية الأمريكية. ويشير أونج أيضًا إلى أن العديد من الأمريكيين ينظرون إلى حقيقة الكلمات على أنها محددة ومعرفه بالقواميس بدلاً من الكلام الصوتي. ولقد صرح أونج قائلاً: «نحن منغمسون جدًا في الأيديولوجيا لدرجة أننا نعتقد أن الكتابة تأتي بشكل طبيعي. علينا أن نذكر أنفسنا من وقت لآخر أن الكتابة مصطنعة بشكل كامل وقطعي.» 
يعتقد أونج أن الكتابة ضرورية لنقل المعرفة في الثقافة التكنولوجية. كما أنه يؤكد أن الكلام يجب أن يُنظر إليه على أنه أساسي لأنه مستمد من اللاوعي بينما تتطلب الكتابة انتباهًا واعيًا: «يتم تنظيم الكلام من خلال نسيج الشخص البشري بأكمله، بينما تعتمد الكتابة على قواعد مفتعلة بوعي». ويذكر أونج أيضًا أن الكتابة والكلام يتمتعان بامتيازات بطرق معينة، وأنهما يعتمدان على بعضهما البعض بهدف التحديد والوضوح.

## اعتقادات الفيلسوف جاك دريدا
يعتقد دريدا أن مجالات الفلسفة والأدب والأنثروبولوجيا واللغويات قد أصبحت شديدة التركيز على الأصوات. وجادل بأن المركزية الصوتية كانت مثالًا مهمًا لما اعتبره مركزية اللوغوس في الفلسفة الغربية.  وأكد أن مركزية الصوت قد تطورت بسبب رغبة الإنسان في تحديد وسيلة مركزية للتعبير عن الذات الأصيلة. كما أن دريدا يرى بأن الكلام ليس أفضل من الكتابة، ولكن تم تعيين هذا الدور من قبل المجتمعات التي تسعى إلى إيجاد شكل متعالي للتعبير. يقال إن هذا الشكل من التعبير يسمح للفرد بالتعبير عن الحقائق المتسامية بشكل أفضل والسماح للفرد بفهم الأفكار الميتافيزيقية الرئيسية. اعتقد دريدا أن الثقافات الصوتية تربط الكلام بوقت قبل أن يفسد المعنى بالكتابة. ولقد رأى المركزية الصوتية كجزء من تأثير الرومانسية، وتحديداً إيمانها بوقت يعيش فيه الناس في وئام ووحدة مع الطبيعة. لم يؤمن دريدا بوجود أي حالة مثالية من الوحدة مع الطبيعة. كما جادل بأن الكلام يعاني من العديد من العيوب المتأصلة في الكتابة.
وصف غاياتري تشاكرافورتي سبيفاك معارضة دريدا لمركزية الصوت كجزء من حملته ضد «التمركز حول الذات البشرية»  يشير دريدا إلى أن التعبير عن وجهات النظر الإنسانية غالبًا ما تهيمن عليه أصوات البشر. كما أشار إلى أن الكتابة تحرر التعبير من الصوت البشري وهي أكثر ظهوراً واستقراراً من الكلام. وكان دريدا يعتقد أن هذا يجعل الكتابة ناقلًا أكثر فاعلية للمعنى. جادل راندال هولمي بأن دريدا فضل الكتابة لأنه ربطها بـ «بناء المعنى وخلق التصنيف».
حدد دريدا الفرق الملحوظ في كثير من الأحيان بين قيمة التحدث مقابل الكتابة كأحد التناقضات الثنائية الرئيسية لمركزية اللوغوس. حاول دريدا تفكيك هذه المعارضة بالقول إن الكلام يمكن أن يُنظر إليه على أنه مشتق من الكتابة بسهولة مثل الكتابة التي يُنظر إليها على أنها مشتقة من الكلام. وقد بين دريدا أن المجتمعات غالبًا ما تتخذ قرارات تصور الكتابة بشكل غير عادل على أنها طريقة أدنى للتواصل والتعبير عن الذات.
أصر دريدا على أن الكلمة المكتوبة لها قيمتها الخاصة، ومن المحتمل أنها ليست "الملحق" البسيط للكلمة المنطوقة"  يستخدم دريدا في كتابه عن علم النحو طريقة التحليل هذه لنقد الآراء التي عبر عنها روسو في مقال عن أصل اللغات . جادل دريدا بأن آراء روسو كانت متناقضة وغالبًا ما قوضت حججه.

### الانتقادات
انتقد سيرل مزاعم دريدا بالمعارضة التاريخية لمركزية الأصوات. يعتقد سيرل أن العديد من الفلاسفة، بما في ذلك أرسطو، وجوتفريد ليبنيز، وجوتلوب فريج، وبرتراند راسل، «يميلون إلى التأكيد على اللغة المكتوبة باعتبارها الوسيلة الأكثر وضوحًا للعلاقات المنطقية». يجادل سيرل بأن التأييد الذي تلقاه الكلام العادي بالمقارنة مع اللغة المكتوبة ظهر فقط في الخمسينيات مع ظهور فلسفة اللغة العادية. كما يؤكد أن دريدا يقدم ادعاءات مضللة عامة حول تاريخ الكتابة.
انتقد جيفري هارتمان أيضًا آراء دريدا عن مركزية الصوت، حيث يرى جيفري بأن دريدا فشل في تقديم سرد للقوى التاريخية التي أثرت على الثقافات الخاصة بمركزية الصوت وتلك المتعلقة بغير مركزية الصوت. وأعرب أونج عن بعض الاتفاق مع نقد هارتمان، على الرغم من أنه يصف وجهة نظر دريدا بأنها «رائعة ويمكن الاستفادة منها إلى حد ما»، إلا أنه يعتقد أنها «تتلاعب بمفارقات النص وحدها وفي عزلة تاريخية». على الرغم من اعتقاد أونج أنه من المستحيل فصل الكتابة عن ما سبقها من النصوص، إلا أنه يؤكد أن «هذا لا يعني أنه يمكن اختزال النص في الشفوية».

## الملاحظات
1. 1 2 3 4 5  Sarup 1993
2. 1 2  Searle 1983
3. 1 2 3  Ong 2004
4. ↑  Fasold 2003
5. ↑  Evans 1991
6. 1 2  Ong 1994
7. ↑  Hogan 2000
8. ↑  Holme 2004
9. ↑  Derrida 1998